# Quantum (Mozilla)
Quantum è il motore di rendering utilizzato dal browser Mozilla Firefox dalla versione 57.
È scritto in linguaggio C++ ed è progettato per supportare gli standard aperti usati su Internet. Originariamente creato dalla Netscape Communications per il browser Netscape, oggi è mantenuto dalla Mozilla Foundation.